# Butrus al-Bustani
Butrus al-Bustani (in arabo بطرس البستاني‎?; 1819 – 1883) è stato uno scrittore siriano.
Considerato il primo nazionalista siriano, è stato l'autore di un dizionario arabo.